# Parc Bordelais

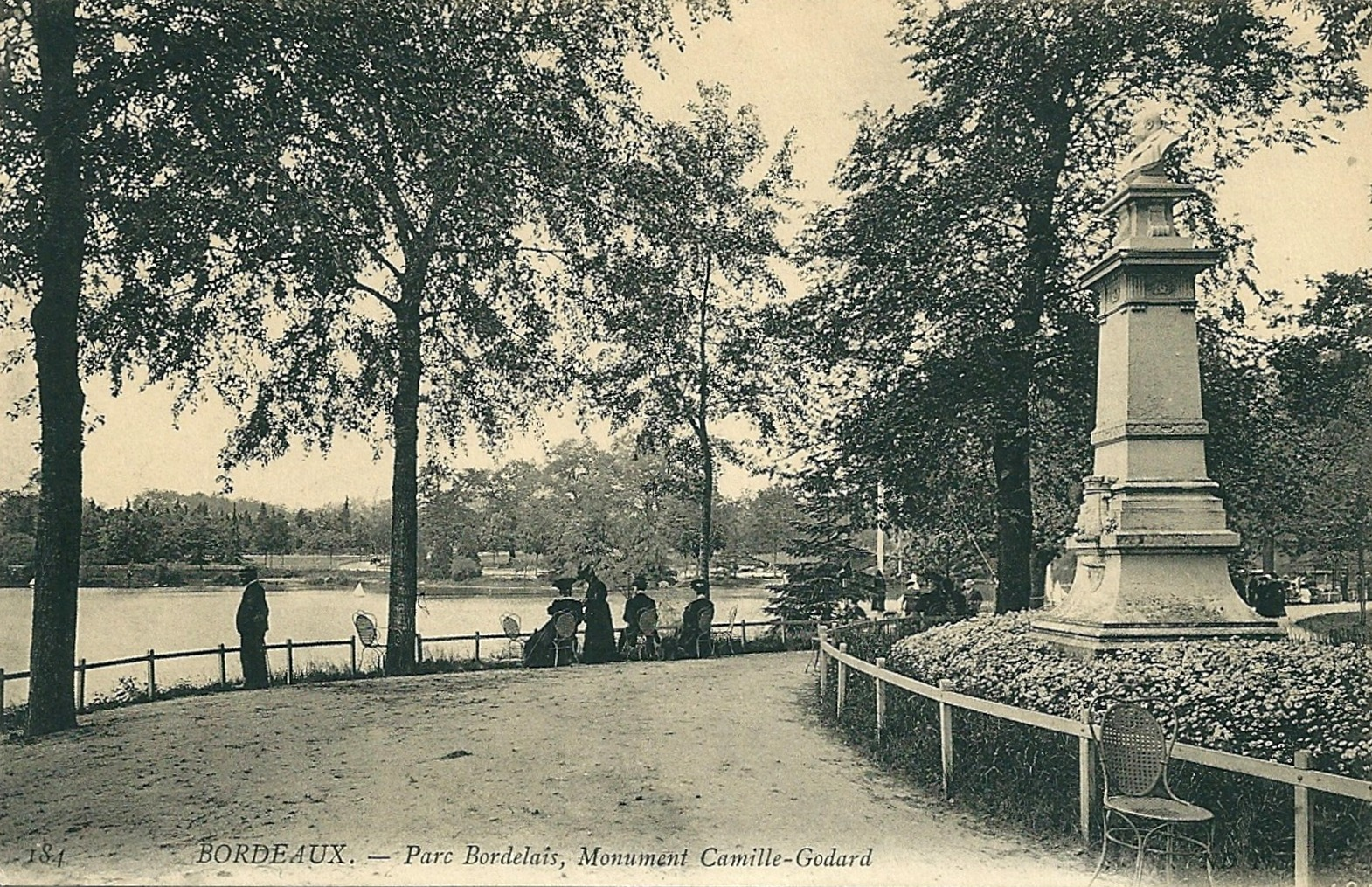
Denkmal des Mäzen Camille Godard und der Inschrift „La ville de Bordeaux reconnaissante“ von 1889, Anfg. 20. Jhdt.

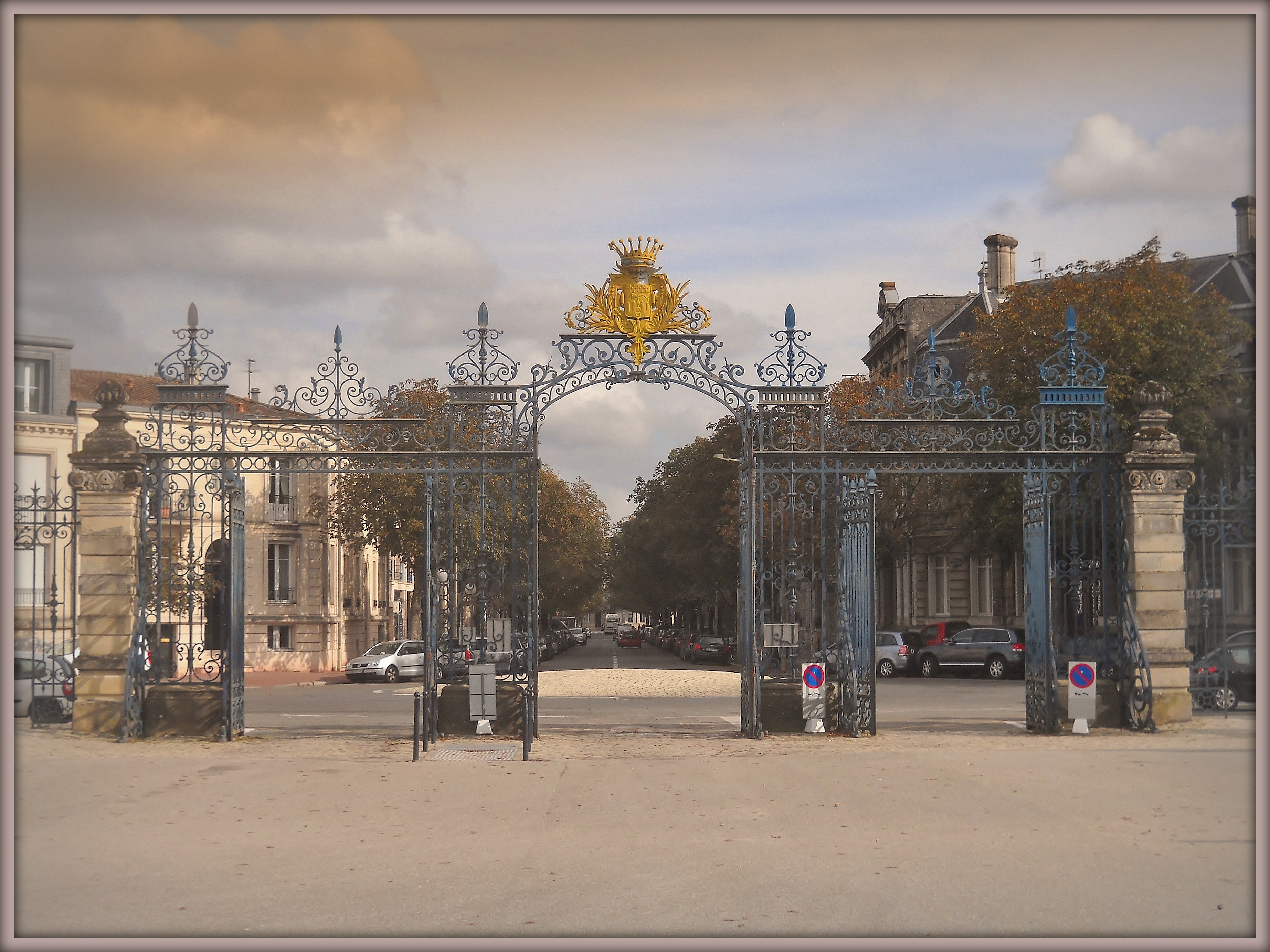
Eingang von der Avenue Carnot, 2012.

Der Parc Bordelais ist ein 28 ha großer, öffentlicher Park in der Stadt Bordeaux in Frankreich. Er ist der größte Park der Stadt und umfasst eine Fläche von über 200 Hektar. Der Park im Herzen beherbergt eine vielfältige Flora und Fauna, darunter einen großen See und einen botanischen Garten. Er ist bekannt für sein üppiges Grün, die schönen Gartenanlagen und den malerischen See. Er ist ein beliebter Ort für Einheimische und Besucher und bietet eine Vielzahl von Aktivitäten wie Spazierengehen, Joggen, Radfahren und Picknicken. In ihm befinden sich ein Musikpavillon, ein Figurentheater, ein Streichelzoo, ein Abenteuerspielplatz und ein Verkehrsübungsplatz für Kinder. Der Park verfügt außerdem über ein Café, öffentliche Toilettenanlage und einen öffentlichen Bücherschrank sowie eine Vielzahl von Skulpturen, Denkmälern und Brunnen.

## Geschichte
Der Parc bordelais in Bordeaux hat eine lange und abwechslungsreiche Geschichte. Er wurde 1820 als öffentlicher Park angelegt und diente zunächst den Bürgern von Bordeaux zur Erholung und zum Genießen der freien Natur. Im Laufe der Jahre wurde der Park für verschiedene Zwecke genutzt, darunter ein Militärlager, ein Zoo und ein botanischer Garten. Im späten 19. Jahrhundert wurde der Park umgestaltet und erweitert.
Ursprünglich war diese Fläche von der Land- und Forstwirtschaft bewirtschaftet worden, die zur Domain Cutler gehörte. 7 ha davon waren Weinberge. Diese stadtnah gelegene Fläche wurde 1864 für 500.000 FF von einer Aktiengesellschaft gekauft, die dort einen Erholungspark errichten sollte. Das Projekt scheiterte zwar, aber die Stadt Bordeaux war dank der Godard-Erbschaft in der Lage, diese Fläche 1882 für 345.000 FF unter der Bedingung zu erwerben, dass dort ein „Lieu de promenade“, also ein schöner Ort zum Flanieren errichtet würde. Camille Godard (1823–1882) war der Stadt sehr verbunden und hatte im Laufe seines Lebens mit Wein- und Spirituosenhandel ein Vermögen verdient. Er war Besitzer von Château Kirwan in Cantenac und Ländereien in der Charente. Er interessierte sich zeitlebens für Botanik und Gärten und starb im Alter von nur 58 Jahren in Nizza.

„Les revenus obtenus par le placement du capital de mon legs seront assez considérables pour faire et entreprendre des choses utiles que ne permet pas toujours de faire le budget de la ville. […] J’entends par ces mots, la création de squares, les embellissements des promenades, les ouvertures de grandes voies, les constructions d’écoles, les créations de cours publics, de bibliothèques, de prix. Pour commencer, je désire que la ville crée une école de jardiniers.“

„Die Einkünfte, die durch die Anlage des Kapitals meines Vermächtnisses erzielt werden, werden beträchtlich genug sein, um nützliche Dinge zu tun und zu unternehmen, die der Haushalt der Stadt nicht immer zulässt. […] Ich verstehe darunter die Schaffung von Plätzen, die Verschönerung von Promenaden, die Eröffnung von Hauptstraßen, den Bau von Schulen, die Einrichtung von öffentlichen Kursen, Bibliotheken und Preisen. Als ersten Schritt wünsche ich, dass die Stadt eine Schule für Gärtner einrichtet.“

Mit der Umsetzung wurde Eugène Bühler (1822–1907) betraut, der sich zusammen mit seinem Bruder Denis als Landschaftsarchitekt eine große Reputation erworben hatte. Nach einer ähnlichen Anlage im Englischen Stil mit dem Parc de la Tête d’Or in Lyon bekam auch dieser bordelaiser Park die typischen Attribute der zweiten Hälfte des 20. Jahrhunderts: Sanft geschwungene Wege, Fluchtlinien, Solitärgehölze, schmale und große Wasserflächen. Die Liebe zur Exotik, die ihren Höhepunkt mit der Weltausstellung Paris 1900 fand, wurde durch die Anpflanzung entsprechender Gewächse berücksichtigt.
Der Park wurde 1888 durch den französischen Staatspräsidenten Sadi Carnot offiziell eingeweiht. Godards Wunsch nach einer Gärtnerschule nahm 1890 Gestalt an. Die Medizinische Fakultät der Universität legte dort 1884 auf einem Teil des Schlossgeländes von Château Peixotto einen botanischen Garten an. Daraus entstanden gärtnerische Einrichtungen, die als botanische Gärten registriert sind und weiterhin von der Universität Bordeaux betrieben werden. Sie umfassen eine zweistöckige Orangerie, Gewächshäuser und ein Labor. Der damalige Bürgermeister von Bordeaux, Alfred Daney (1832–1911), veranlasste die Aufstellung einer über 4 Meter hohen Stele, auf der die Büste zu Ehren des Philanthropen und Stifters Camille Godard sitzt. Die Büste erschuf Dominique Félix Maggesi (1801–1892), die Stele Edmond Prevot (1848–1892).
Der Park ist täglich geöffnet ab 7 Uhr. Die Schließung richtet sich nach der Jahreszeit zwischen 18:00 und 21:00 Uhr.